# Menzel Temime
Menzel Temime (àrab: منزل تميم, Manzil Tamīm) és una vila de Tunísia a la regió de Cap Bon, a la governació de Nabeul, situada uns 40 km al nord-est de la ciutat de Nabeul. La municipalitat, amb una superfície de 25.000 hectàrees, té 34.528 habitants i la ciutat, 28.598.

## Economia
L'activitat principal és el turisme, però hi ha algunes indústries i la pagesia continua cultivant llegums i, sobretot, pebrots. Com moltes viles de Tunísia, té un mercat setmanal, però que és un dels principals del país.

## Patrimoni
Les tombes dels marabuts Sidi Salem i Sidi Ben Salmane, als turons de Sidi Salem i Sidi Ben Salmane, destaquen a la rodalia. El primer té les despulles de Sidi Salem Hmam, un savi originari de Marroc que es va establir a la ciutat el 1722. El segon està dedicat a un erudit de la ciutat que va estudiar a Tunis, a l'escola Salah Al Kawwash i després va tornar a Menzel, on va viure la resta de la seva vida dedicat a ensenyar religió i fou amic del ministre Youssef Saheb Attabaa fins que va morir el 1822.
A la ciutat el monument principal és la mesquita anomenada Ennakhla (‘la Palmera’), amb un minaret emblemàtic. També hi destaca la vella mesquita, Jamaa al-Atiq (o Zieddia) i algunes portes (les principals les de Ben Salha i Boujmil). Cal esmentar un petit museu local dirigit per Mustafa Abid, conegut com Khali Azayez, que n'és el propietari, amb una bona col·lecció d'objectes locals tradicionals o de la història de la ciutat.

## Història
La comarca fou lloc d'assentament de la tribu àrab dels Banu Tamim. Conquerida pels normands, en foren expulsats per Muïzz ibn Tamim que al mateix lloc on s'havien establert els normands va fundar una ciutat que es va dir Manzil Tamim, ‘Casa de Tamim’.

## Administració
És el centre de la delegació o mutamadiyya homònima, amb codi geogràfic 15 55 (ISO 3166-2:TN-12), dividida en nou sectors o imades:
- El Ouediane (15 55 51)
- Erâinine (15 55 52)
- Beni-Abdelaziz (15 55 53)
- Skalba (15 55 54)
- Ali Belhaouene (15 55 55)
- Taieb Mehiri (15 55 56)
- Menzel Horr (15 55 57)
- El Asfour (15 55 58)
- Lezdine (15 55 59)

Al mateix temps, forma una municipalitat o baladiyya (codi geogràfic 15 18). La municipalitat fou creada per decret de 19 de febrer de 1921.